# 若竹 (駆逐艦)
| 昭和5年、第一水雷戦隊に編入時の「若竹」 |                                                       |
| 艦歴                                    |                                                       |
| 発注                                    | 1918年度計画                                          |
| 起工                                    | 1921年12月13日                                        |
| 進水                                    | 1922年7月24日                                         |
| 就役                                    | 1922年9月30日                                         |
| その後                                  | 1944年3月30日戦没                                     |
| 除籍                                    | 1944年5月10日                                         |
| 性能諸元                                |                                                       |
| 排水量                                  | 基準：820トン                                         |
| 全長                                    | 83.8m                                                 |
| 全幅                                    | 8.08m                                                 |
| 吃水                                    | 2.51m                                                 |
| 機関                                    | オールギアードタービン2基2軸 21,500shp                |
| 最大速力                                | 35.5ノット                                            |
| 航続距離                                |                                                       |
| 乗員                                    |                                                       |
| 兵装                                    | 12.0cm単装砲3基 6.5mm単装機銃2基 53cm連装発射管2基4門 |

若竹（わかたけ）は、日本海軍の駆逐艦。若竹型駆逐艦の1番艦である。

## 艦歴（年表）
- 1922年（大正11年）7月 進水 - （株式会社川崎造船所 建造）　進水時の名称は「第二駆逐艦」。
  - 9月30日 - 竣工
- 1924年（大正13年）4月1日 - 「第二号駆逐艦」に艦名変更。
- 1928年（昭和3年）8月1日 - 「若竹」に艦名変更。
- 1932年（昭和7年）12月5日 - 暴風雨により沈没した早蕨乗組員の救助活動を行う[1]。
- 1937年（昭和12年） - 日中戦争に参戦。華南沿岸の諸作戦に参加。
- 1941年（昭和16年） 駆逐艦籍のまま太平洋戦争に参戦。船団護衛任務に従事。
- 1944年（昭和19年）3月30日 - パラオ大空襲に際して、脱出を図るパタ07船団の護衛についたが、パラオ湾口3km沖にて4発を被弾し15秒で沈没した。

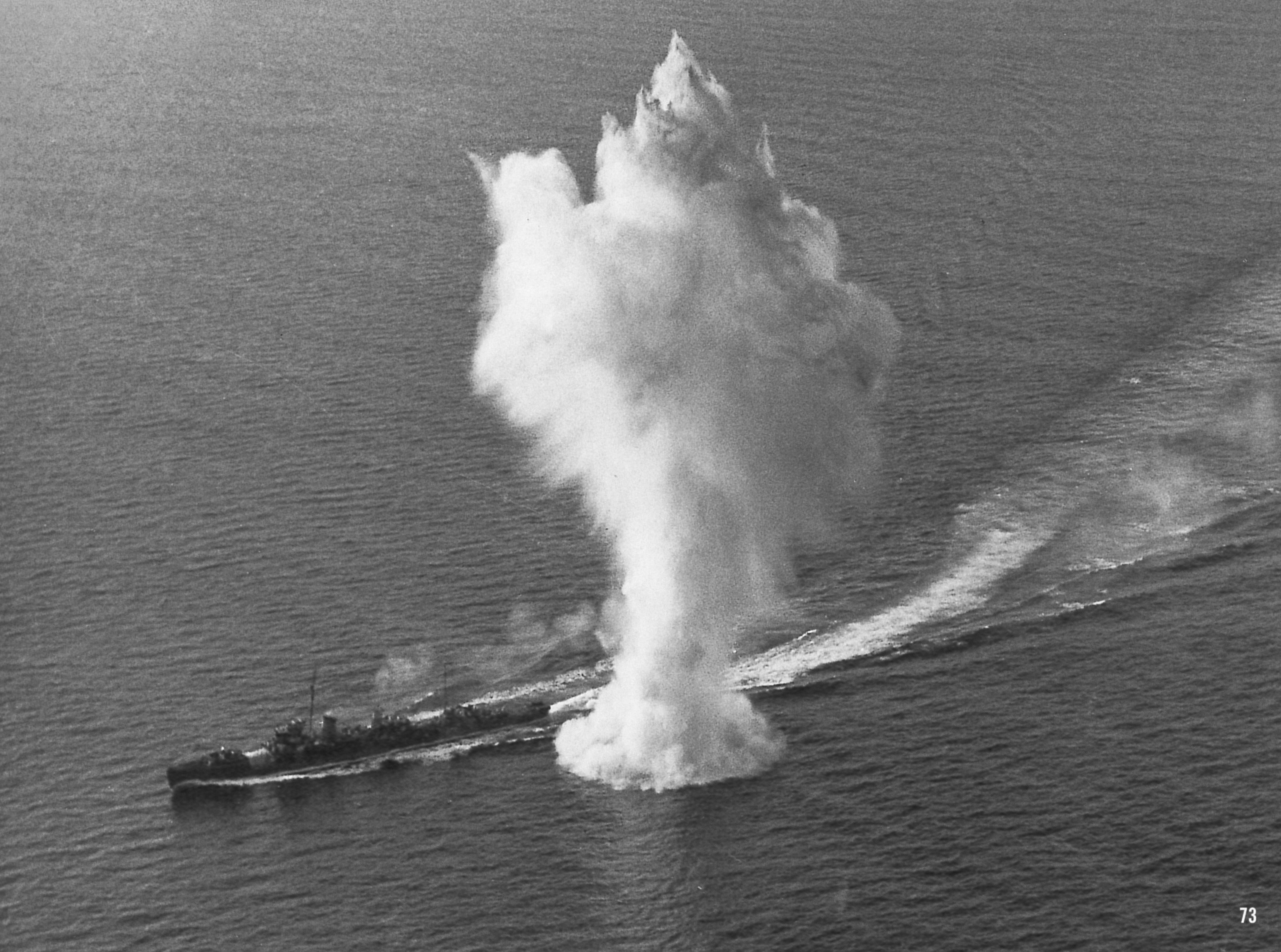
パラオ空襲下の若竹

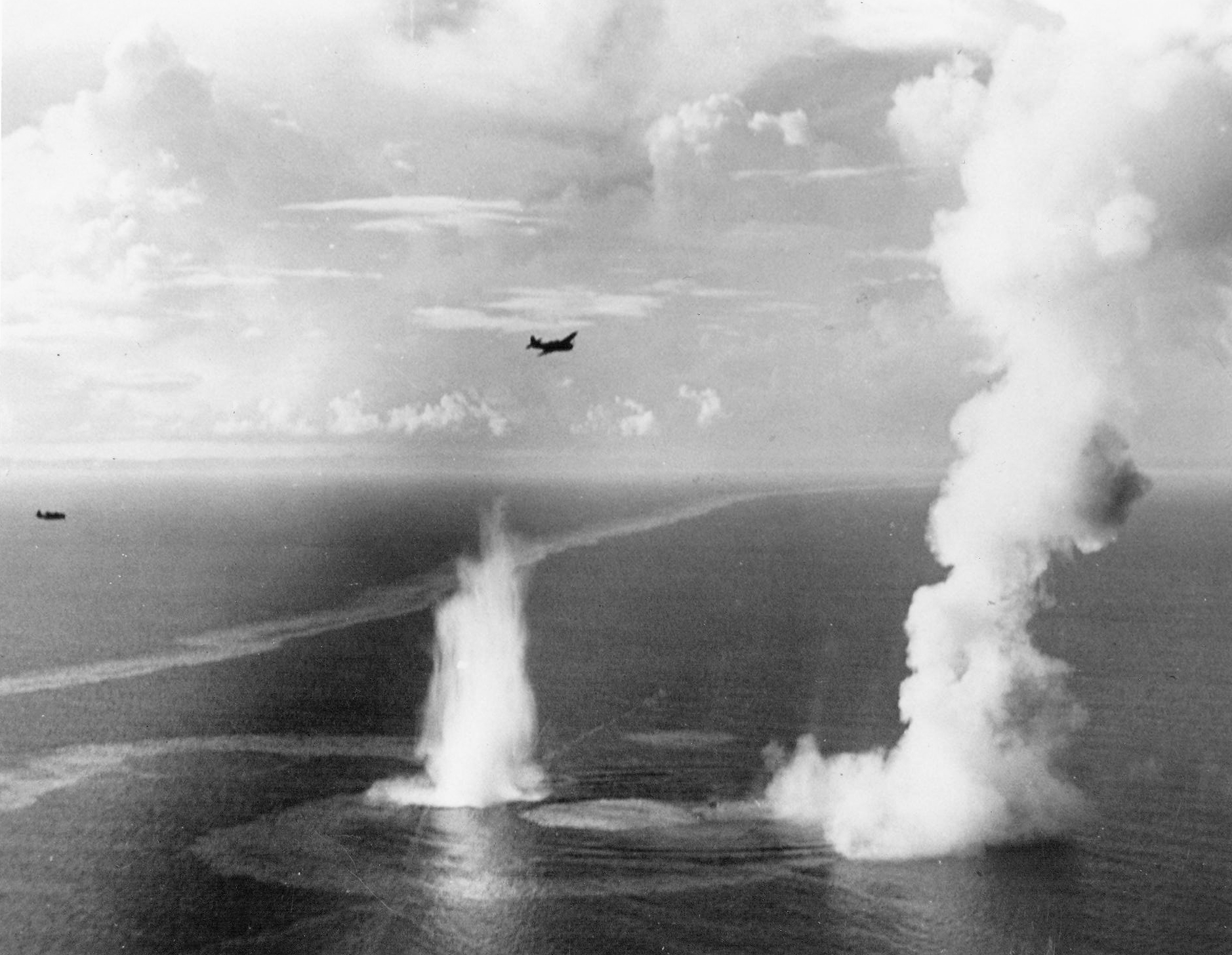
若竹の最期。若竹は船団を護衛して逃れようとしたが発見され、爆弾4発を受けて15秒で沈んだ。

## 歴代艦長
※『艦長たちの軍艦史』376-377頁による。

### 艤装員長
- 穂本繁治 少佐：1922年7月20日 -

### 駆逐艦長
- 穂本繁治 少佐：1922年9月30日 - 1924年12月1日
- 栗田健男 少佐：1924年12月1日 - 1925年12月2日[2]
- 福原一郎 少佐：1925年12月2日 - 1926年12月1日
- 藤田類太郎 少佐：1926年12月1日 - 1927年6月20日[3]
- 勝野実 少佐：1927年6月20日 - 1927年11月1日
- 西村祥治 少佐：1927年11月1日 - 1928年12月10日
- 小柳冨次 少佐：1928年12月10日 - 1929年11月30日
- 板倉得止 少佐：1929年11月30日 - 1930年11月1日[4]
- 倉永恒記 大尉：1930年11月1日 - 1932年12月1日
- 森寛 大尉：1932年12月1日 - 1934年10月22日[5]
- 新谷喜一 大尉：1934年10月22日[6] -
- 馬場昇 大尉：1934年11月15日 -
- 新谷喜一 少佐：不詳 - 1935年10月31日[7]
- 溪口泰麿 少佐：1935年10月31日 - 1936年12月1日
- 瀬尾昇 少佐：1936年12月1日 - 1938年12月1日
- （兼）工藤俊作 少佐：1938年12月1日[8] - 1939年1月20日[9]
- 種子島洋二 少佐：1940年10月15日 - 1941年4月10日[10]
- 古要桂次 少佐：1941年4月10日 - 1941年9月15日[11]
- 吉田謙吾 大尉：1941年9月15日 -
- 高橋達彦 少佐：1943年6月10日 -
- 田中茂雄 大尉：1944年3月10日 - 3月30日に戦死